# Ismaël Kip
Ismaël Kip (Zwolle, 6 de maig de 1987) va ser un ciclista neerlandès, que combinà la carretera amb el ciclisme en pista.

## Palmarès en carretera
- 2007
  - 1r al ZLM Tour

## Palmarès en pista
- 2009
  - 1r a l'UIV Cup de Rotterdam (amb Kilian Moser)
- 2009
  - 1r a l'UIV Cup de Rotterdam (amb Roy Pieters)